# Francis Hunter
Francis Townsend Hunter, detto Frank (New York, 28 giugno 1894 – Chicago, 2 dicembre 1981), è stato un tennista statunitense.

## Biografia
Nato a New York ha studiato alla Cornell University.

Conquista la sua prima finale in un torneo del Grande Slam a Wimbledon 1923 ma contro Little Bill Johnston, che aveva già sulle spalle sei finali degli U.S. National Championships, viene sconfitto nettamente in tre set.

Nel 1924 arrivano i primi successi, tutti nel doppio maschile insieme a Vinnie Richards. A giugno trionfano a Wimbledon contro Richard Williams e Watson Washburn in un lungo match conclusosi solo al quinto set per 6-3, 3-6, 8-10, 8-6, 6-3. Un mese dopo ai Giochi olimpici di Parigi sconfiggono in serie tutti e quattro i moschettieri, in semifinale infatti superano Jean Borotra e René Lacoste mentre nella finale per la medaglia d'oro sono Brugnon e Cochet a doversi arrendere in cinque set consegnando così la medaglia più ambita al team americano.

Nel 1927 sono tre i titoli dello Slam vinti da Hunter, a Wimbledon arriva in finale nel doppio insieme a Big Bill Tilden e nel doppio misto insieme a Elizabeth Ryan e riesce a conquistare entrambi i titoli. Nello stesso anno arriva in finale anche agli U.S. National Championships 1927 e insieme a Tilden conquista il suo primo titolo a New York.

Nel 1928 arriva la sua prima finale a Parigi, agli Internazionali di Francia infatti raggiunge la finale del doppio misto insieme a Helen Wills Moody ma vengono sconfitti da Eileen Bennett Whittingstall e Henri Cochet. Prima finale anche a New York in singolare ma è ancora Cochet a fermarlo ad un passo dal titolo sconfiggendolo per 4-6, 6-4, 3-6, 7-5, 6-3.

L'anno successivo si ripete la finale degli Internazionali di Francia, ancora Hunter e Wills contro Whittingstall e Cochet e vengono sconfitti nuovamente, questa volta per 6-3, 6-2. A Wimbledon nel doppio misto il team formato insieme a Helen Wills finalmente riesce a conquistare un titolo, sconfiggono infatti Joan Fry e Ian Collins per 6-1, 6-4. Agli U.S. National Championships 1929 arriva in finale nel singolare ma viene sconfitto da Bill Tilden per 3-6, 6-3, 4-6, 6-2, 6-4.

Passato tra i professionisti raggiunge una finale nel U.S. Pro Tennis Championships 1933 ma viene sconfitto da Vinnie Richards per 6-3, 6-0, 6-2.

In totale in carriera non ha vinto nessun titolo del Grande Slam in singolare nonostante tre finali, vince tre titoli nel doppio maschile e due nel doppio misto. Conquista anche la medaglia d'oro ai Giochi olimpici 1924 nel doppio maschile.
Viene inserito nell'International Tennis Hall of Fame nel 1961.

## Finali nei tornei del Grande Slam

### Singolare

#### Finali perse (3)
| Anno | Torneo      | Avversario in finale | Punteggio               |
| 1923 | Wimbledon   | Bill Johnston        | 6-0, 6-3, 6-1           |
| 1928 | US Open     | Henri Cochet         | 4-6, 6-4, 3-6, 7-5, 6-3 |
| 1929 | US Open (2) | Bill Tilden          | 3-6, 6-3, 4-6, 6-2, 6-4 |